# 飛驒市神岡圖書館
飛驒市神岡圖書館（日语：／ Hida-shi Kamioka toshokan */?）是一座位于日本岐阜县飞驒市神岡町東町的公立图书馆，2016年搬入飛驒市神岡振興事務所1层。
与同在飛驒市，以职员构思为基础开展活动的古川町飛驒市图書館相比，神冈图书馆进行的活动相对较少，但也有将书籍内容读给别人听等自主活动。

## 建筑
图书馆位于飛驒市神岡振興事務所1层。神岡振興事務所前身是神岡町役場（相当于镇公所），1978年5月，役场建設了4层楼的厅舍，当时正是神冈矿山的最盛期，厅舍由磯崎新负责設計。之前位于3层的飛驒市教育委員会在2009年5月搬迁至古川町，此后该楼基本只有1层还在使用，上面的楼层都是空的。为商讨厅舍的有效利用方法，19位市民在2009年6月組成检討委員会，并于2010年3月整理出了報告書。报告书中提议搬迁神岡图書館，但飛驒市因财政困难而将其暂时搁置。
2014年，神岡振興事務所决定对厅舍抗震加固，这项耗资3.56億日元的工程在2016年完工，图书馆也于当年6月4日搬入该楼重开。图書館部分的使用面积为840m2，是之前独立建筑的2倍大。

## 服务
除本文介绍的飞驒市神岡图书馆外，飞驒市还在古川町设有飛驒市图書館。市图书馆馆长同时兼任神冈图书馆馆长。

### 偏远地区服务
飞驒市立山之村小中学校所在的神冈町内虽有飞驒市神冈图书馆，但从学区内至该馆需要翻山，交通不便。2016年起，山之村地区开始开展名为“飞行图书馆”（飛ぶ図書館）的流动图书馆服务。“飞行图书馆”每月进行1次（山之村公民馆为第二个星期四），图书馆职员会前往该地区，提供借书、还书和书籍请求等图书馆服务。每人最多可借7册书，借阅时限1个月。
随着流动图书馆服务开始，“山之村出张贷出”（山之村出張貸出）于2015年末停止。最初由神岡图書館馆员提议的“山之村出张贷出”开始于2013年，图书馆在每月第二个星期四将100册左右的书搬入公民馆，并专门提供1个月的借阅服务。山之村是个小地方，人口只有200人，但当地儿童数在逐渐增加，也有亲子和老人等固定的使用群体。

## 历史

### 教育委員会事務局時代（1955－1978）
飛驒市神岡图書館的前身是神岡町立图書館，后者的建立始于一名住在吉城郡神岡町的高中生。1954年，这名高中生向当時的神岡町長写了一封信，希望当地能设立一座图书馆。町長收到信件后回复称已经購入約2,000冊书籍，目前正在进行开馆准备，图书馆预计设置在神岡町教育委員会事務局2层。1955年4月，神岡町立图書館在教育委員会事務局的2层開館，藏书包括一般書籍、报纸和杂誌，共約2,500冊。图书馆馆员由教育委員会職員兼任，星期六下午、星期日以及节假日闭館，工作日開館时间为9時至16時。图書不能外借，只能在館内閲读。神岡町立图書館是岐阜县的第8座市町村立图書館，也是次于关原町立图书馆的第2座町立图书馆。
1963年开始，每人可以从图书馆外借1冊书，小学生以下除外。外借时限相对较短，新書为5日，其他图書可外借1週。在離神岡町中心较远的地区，图书馆将外借業務委託给了公民館分館开展。当时图書館一天有25－30人使用，其中有15－17人外借书籍。前来图书馆的主要是高中生，在定期考试和大学招生考试期间较多。1966年，图书馆藏書增加到6,811冊，但平均每个町民只有0.27冊，仍然不能说充足。当时的图书馆开展了一系列活动，包括農村地区每3週一次的巡回借阅服务，利用岐阜县立图書館的巡回文庫培育读书社团，以及举行町立图書館读后感比赛等等。1976年，图书馆开始允许能写出自己住址和姓名的小学生外借书籍，还延長開館時間至17時30分，以及将允许外借数增加到3冊。然而与图書館的发展相反，使用该馆的人仍然不多，馆内只有197人进行了借书登记，是岐阜县公立图書館中最低的。

### 独立館時代（1978－2016）
针对神岡町立图書館业績不佳的情况，有观点认为原因之一是图书馆太狭小，随后神岡町于1977年在堀川地区开始了新館建设工程。1978年2月1日，图书馆搬入总面積407m2、钢筋混凝土构造的2层新館。新館1层是儿童取阅室，2层则有一般取阅室、資料室和視听覚室，馆内冷暖气设备完善，具有现代气息。岐阜县内的町村立图書館大多没有独立建筑物，神岡町立图書館在这方面开创了先河。除設備完善外，图书馆在工作方面亦有不少发展，包括藏書扩充，配置专门的图书馆员，制定团体借阅预約制度，提供資料复制和电视节目录像服务等。图书馆亦借助“广报神冈”（広報かみおか）宣传自身，还举行了“绘本会”（絵本の会）的读给别人听等活动，但业绩并没有如愿提高，来馆人数甚至还出现減少傾向。
1989年，神岡町立图書館开始開展下一个活动——“图书馆节”（図書館まつり）。第1回图書館节在10月23日至11月8日间举行，包括“读给别人听”活动，书籍展览会，以及有关阅读的畅谈会、演讲会等活动。图書館节随后固定下来，活动聚焦于和神岡町有关的文学，以及荒垣秀雄、江夏美好这类来自神岡町的作家。可能是活動显现出了效果，图书馆此后的来馆人数转为增加。
2000年，神岡町4位女性自愿组成，在图書館内外为他人读书。为整理藏書和引入电脑，图书馆在2003年9月暂时闭館，将約4万2千冊的藏書减少至2万9千冊并贴上条形码，随后于12月2日开始使用电脑处理借书。考虑到即将在町村合併中诞生的飞驒市，该馆与古川町图书馆（飛驒市图書館前身）连入了同一网络，除可互相搜索藏书外，在图书馆的服务台处借阅另一图书馆的藏书也成为可能。
2004年2月1日，古川町与神冈町、河合村、宫川村合併为飞驒市，神岡町立图書館改名为飛驒市神岡图書館。古川町图書館成为飛驒市古川图書館后进行了搬迁和新建计划的讨论，神岡图書館则只是更改名称，建筑設施保持不变。
2011年，飞驒市用上一年从日本总务省收到的“向居民生活注入光彩补助金”（住民生活に光をふりそそぐ交付金）成立基金，并以此为资金向大众公开招聘专任图书馆长。此后，以当选馆长西山进（与飛驒市图書館馆长兼任）为中心，以前每年只有10回左右的图书馆主办活动出现大幅增长。2013年1月，图书馆开设官方Facebook专页，在上面发布图书馆的各种企划。3月2日，连续13年在神岡图書館为他人读书的举行了最後一次活动。该小组曾自制过连环画剧，然而成员感觉总需寻找新主意面对观众的姿勢带来的負担过重，尽管小组仍将继续存在，但今后不会在图書館继续开展活動。小组中最年轻的成员随后组成了新团体，继续进行此项活動。

### 神岡振興事務所時代（2016－）
伴随着飛驒市成立而诞生的飞驒市神冈图书馆仍继续使用神岡图書館的建筑設施，而建築已建有約40年，出现了老化倾向。2010年3月，市民组成的委員会对如何有效利用神岡振興事務所建筑进行了商討，并提议将神岡图書館搬入其中，但飛驒市因财政困难而暂时搁置这一提议。2014年，事務所开始抗震加固，相关設計也随之展開，工程在2016年春季完工。飞驒市2016年的预算案是历史上第3低的预算，但仍拨给神岡图書館可购买3,000冊书籍的新刊購入費。图书馆于6月4日搬迁重开，開館纪念活动上表演了庆祝歌曲，还有飛驒市立神岡中学校吹奏乐部的演奏。
尽管神岡图書館建筑物有老化倾向，飞驒市正在和准备搬迁的神岡商工会議所商讨将该建筑物無償转让给后者的事宜。

## 图書館活动
针对来馆人数的减少，飞驒市的图书馆开展了各种活动，试图增强大众对图书馆的兴趣。这些活动多配合其他图书馆企划开展，来源则是职员们的提案。企划中许多与古川町的飛驒市图書館共通，但也有神岡图書館的单独活动。

### 与飛驒市图書館共有的企划

#### 图書館福袋
2012年，“图书馆福袋”活动开始开展，供外借的福袋中装有无法从外部看见的职员推荐图书。除图书3册外，福袋中还有文具等形式的“压岁钱”。2013年，飛驒市图書館分别向儿童和成人准备了20套福袋，但神岡图書館只準備了20套福袋提供给儿童。有时也在7月开展相同的活动，称为“图书馆的中元”（図書館のお中元）。

#### 積读大賞
2012年开始，图书馆在每年年末举行“积读大赏”（積ん読大賞，“积读”可理解为“积下来没读”）活动，介绍当年到货新书中热门和成为话题的书籍。新书在刚上架时通常因人多而难以借阅，3个月后，书籍会从新品书架移至一般书架，此后便可以较容易借到。“积读大赏”注意到这一点，对过去一年间新书进行回顾，从而在刚上架时没借到书的人，以及借到书后没读就还书的人中间获得好评。

#### 写实书签
飞驒市图书馆和神岡图書館均制有许多独特的书签提供给借书者，首次提供这种书签是在2011年的圣诞节企划，当时制作和提供的“写实书签”（リアルしおり）主要面向儿童，书签上贴有蔬菜和水果的实物图片。2013年，为促进地区发展和来馆人数增加，图书馆开始制作印有当地企业主打商品图片的书签。“写实书签”命名是在制作当地企业书签的2013年10月。

### 神岡图書館单独企划

#### 宇宙物理学角
神岡町内设有中微子探测装置“超级神冈探测器”，考虑到这一点，图书馆在2016年6月4日搬迁时特意将天体物理学相关的图書集中到了一角。在7月还设置了限时展示的“诺贝尔奖纪念展示角”（ノーベル賞記念展示コーナー）展示有关小柴昌俊和梶田隆章的资料，他们两人借助超级神冈探测器获得了诺贝尔物理学奖。

#### HIDA BOOK MEETING 2016
“HIDA BOOK MEETING 2016”活动本身是和飛驒市图書館共同举办，神岡图書館处开展了“米泽穗信的工作”（米澤穂信の仕事）企划，其中米澤穗信是来自神岡町的作家。“米澤穗信的工作”企划用展示板中介紹了米澤穗信及其作品，还提供其著作的现场借阅服务。

## 脚注
注释
1. ↑  每日新聞2016年5月5日的報道称位于古川町的飛驒市图書館職員数为8人[7]，而中日新聞2016年10月25日的報道称古川町的飛驒市图書館和神岡图書館職員数合計为15人[8]，因此神岡图書館職員数应为7人。
2. ↑  飛驒市图書館的前身古川町图書館是在1971年7月1日開館[15]，而古川町图書館的前身可追溯到1950年设立的古川町公民館图書室[16]。若从这一角度看，则其历史比神岡町立图書館要久。

引用
1. 1 2 3 4 5 6 7 8 9 10   （日語）
2. 1 2 3 4 5 6 7   （日語）
3. ↑   (PDF). . .   [2016-09-25] （日语）.[]
4. 1 2   (PDF). . .   [2016-09-25]. （原始内容 (PDF)存档于2016-10-27） （日语）. （页面存档备份，存于）
5. 1 2 3 4 5 6  西山 2015，第56頁.
6. ↑  浜崎陽介. . 中日新聞. 2016-08-29  [2016-09-25]. （原始内容存档于2016-09-25） （日语）. （页面存档备份，存于）
7. 1 2 3  野村阿悠子. . . 2016-05-05  [2016-10-26]. （原始内容存档于2016-05-05） （日语）. Archive.today的存檔，存档日期2016-05-05
8. ↑   （日語）
9. 1 2  西山 2015，第66-69頁.
10. 1 2 3 4 5  西山 2015，第64頁.
11. 1 2 3 4   (PDF). .   [2016-10-26]. （原始内容 (PDF)存档于2016-09-29） （日语）. （页面存档备份，存于）
12. 1 2  飛驒市教育委員会 2008，第355-356頁.
13. 1 2 3 4 5 6 7 8  飛驒市教育委員会 2008，第356頁.
14. ↑  岐阜县图书馆（日语：関ケ原町立図書館）. . 参考协同数据库（日语：レファレンス協同データベース）. 国立国会图書館. 2015-03-29  [2016-10-27]. （原始内容存档于2016-10-26） （日语）. （页面存档备份，存于）
15. ↑  日本图书馆协会 1992，第376頁.
16. ↑  飛驒市总務部古川町史編纂室 2010，第409頁.
17. 1 2 3 4 5  飛驒市教育委員会 2008，第357頁.
18. 1 2 3  飛驒市教育委員会 2008，第358頁.
19. 1 2  飛驒市教育委員会 2008，第360頁.
20. 1 2 3 4 5  飛驒市教育委員会 2008，第358-359頁.
21. 1 2   （日語）
22. ↑   （日語）
23. ↑  西山 2015，第58-59頁.
24. 1 2 3 4  西山 2015，第59頁.
25. 1 2 3  西山 2015，第60頁.
26. 1 2 3   （日語）
27. ↑   （日語）
28. ↑   （日語）
29. 1 2 3  . . 2013-12-28  [2016-10-27]. （原始内容存档于2016-09-25） （日语）. （页面存档备份，存于）
30. 1 2  西山 2015，第61頁.
31. 1 2  . . 2012-12-28  [2016-10-27]. （原始内容存档于2016-09-25） （日语）. （页面存档备份，存于）
32. 1 2  . . 2013-10-23  [2016-10-27]. （原始内容存档于2016-09-25） （日语）. （页面存档备份，存于）
33. ↑  . . 2016-07-23  [2016-10-27]. （原始内容存档于2016-10-26） （日语）. Archive.today的存檔，存档日期2016-10-26
34. 1 2  . Blend*Board. 2016-09-23  [2016-10-27]. （原始内容存档于2016-10-26） （日语）. Archive.today的存檔，存档日期2016-10-26